# Fredy Budzinski

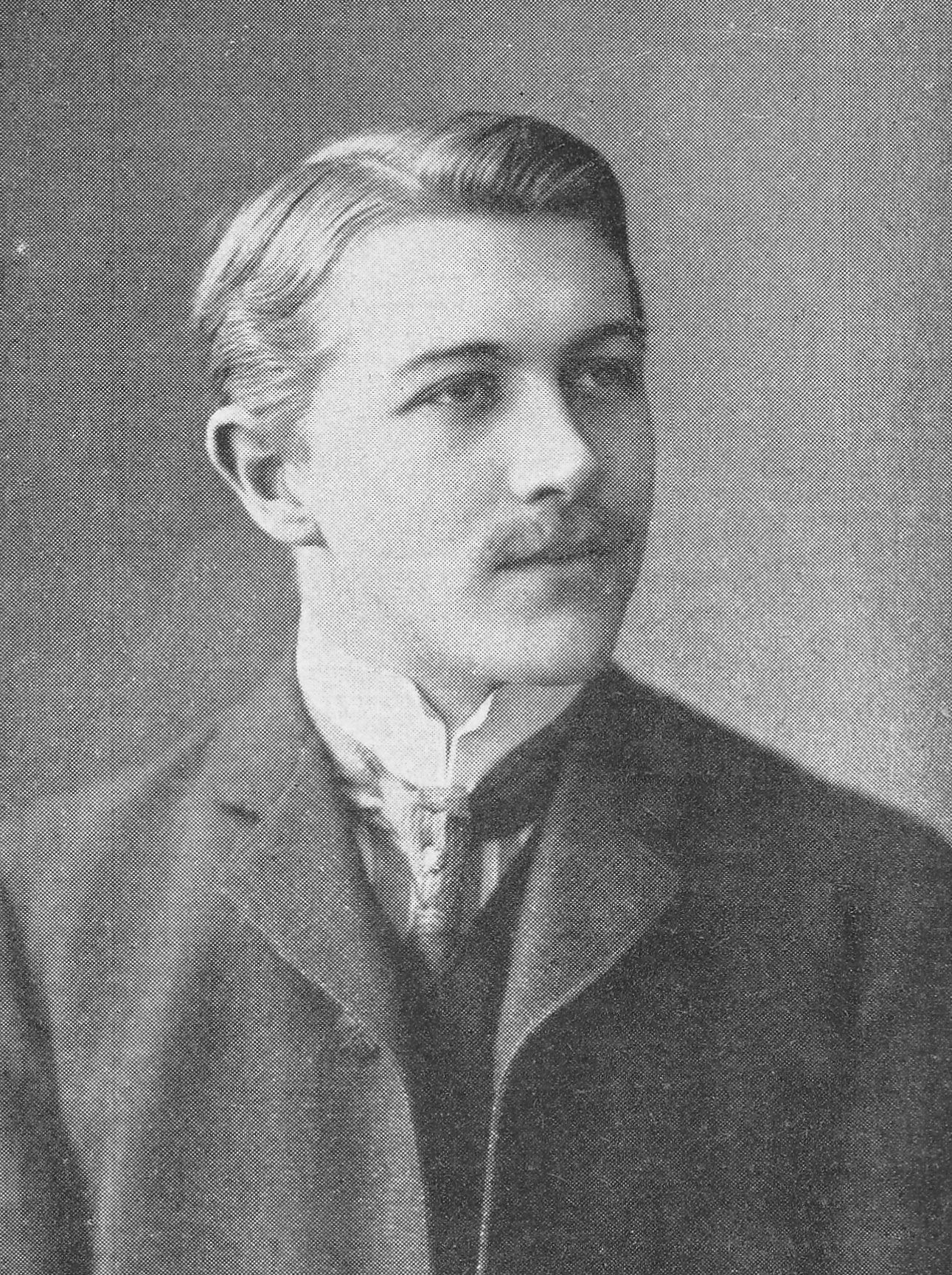
Fredy Budzinski (1904)

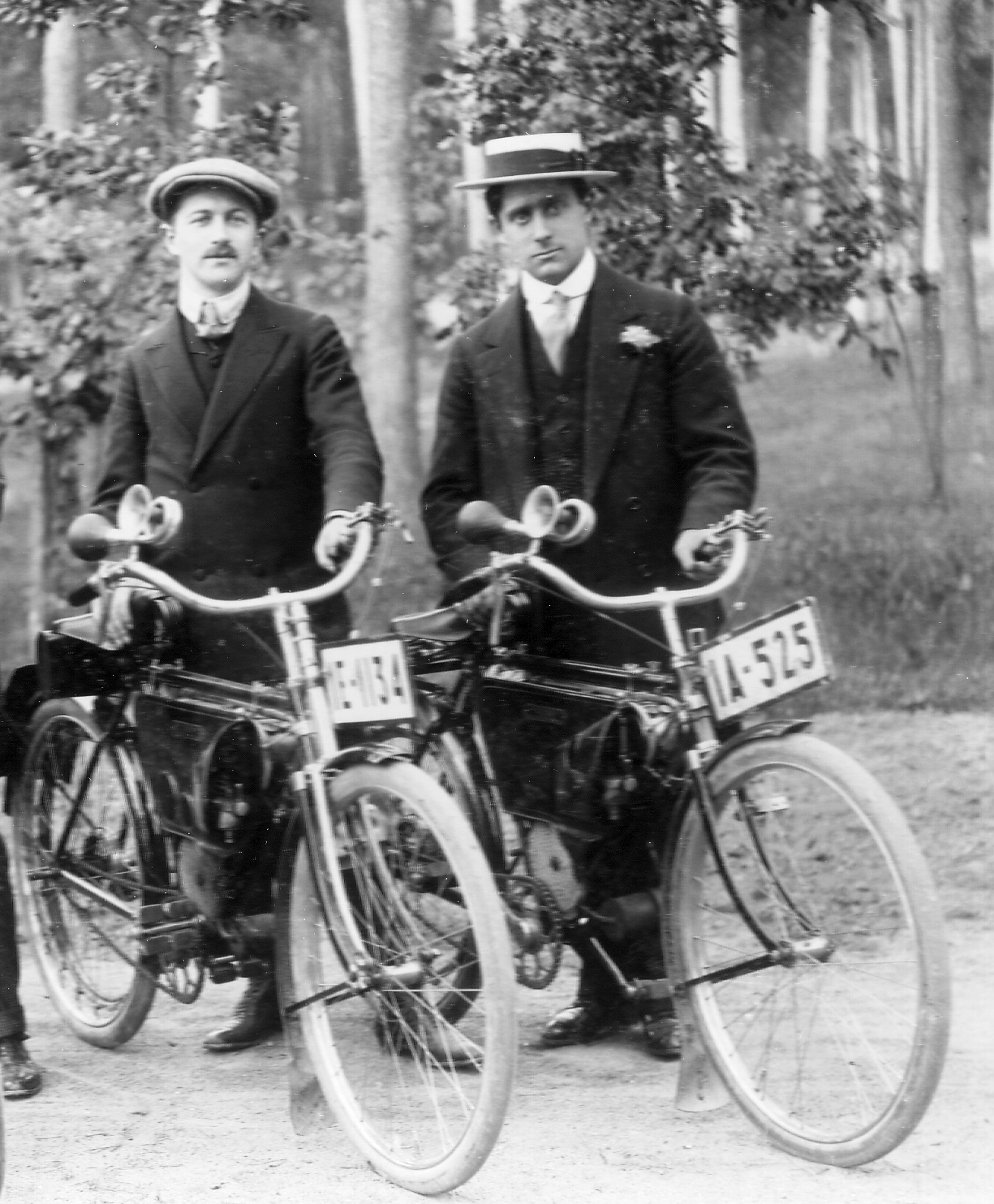
Budzinski (l.) mit dem niederländischen Rennfahrer John Stol im Berliner Grunewald (ca. 1908)

Fredy Budzinski (* 18. Juni 1879 in Berlin; † 6. Januar 1970 ebenda; auch Fredi Budzinski) war ein deutscher Radsport-Journalist.

## Biographie

### Rennfahrer, Journalist und Funktionär
Schon als Kind war Fredy Budzinski vom Fortbewegungsmittel Fahrrad fasziniert. Mit 17 Jahren wurde er Amateur-Rennfahrer und 1901 Berufsfahrer. Zu diesem Zeitpunkt war schon klar, dass seine eigentliche Liebe dem Schreiben gehörte. Mehrere Jahre lang arbeitete er als freier Mitarbeiter für die Zeitung Rad-Welt, 1904 wurde er angestellt und 1912 Chefredakteur des Blattes, das eine der ersten reinen Sportzeitschriften Deutschlands war (tägliche Auflage: 100.000 Stück). Von 1902 bis 1906 war er zudem Funktionär des Deutschen Rennfahrer-Verbandes, der die Interessen der Sportler gegenüber dem Verband Deutscher Radrennveranstalter (VDR) vertrat.
Im Jahr 1909 fand in Berlin das erste Sechstagerennen auf europäischem Boden statt. Budzinski war – wenn auch nicht von Beginn an – von dieser Marathon-Radsportveranstaltung begeistert und begleitete sie publizistisch bis ins hohe Alter. Er führte zudem die bis heute gängige Punktewertung beim Zweier-Mannschaftsfahren ein, die deshalb auch „Berliner Wertung“ genannt wird.

### Zwischen den Weltkriegen
Von 1915 bis 1918 war Budzinski im Krieg. Nach seiner Rückkehr heiratete er 1919 Erna Grau, eine Jüdin. Zwei Jahre später wurde Sohn Klaus Budzinski geboren. 1920 organisierte der Journalist erstmals die Meisterschaft der Zeitungsfahrer, eine volksfestähnliche Veranstaltung in Berlin, die es mit Unterbrechungen bis in die 1950er Jahre gab.
1924 wurde Budzinski Chefredakteur der „Bundes-Zeitung“, des Verbandsorgans des Bundes Deutscher Radfahrer (BDR). Er blieb dies bis 1933, als er wegen seiner nicht-arischen Frau diese Position verlassen musste. Zudem war er von 1926 bis 1933 Pressesprecher des „Vereins Deutscher Fahrradindustrieller“ (VDFI). In diesen Jahren soll er auch den Rückstrahler für die Fahrradpedale erfunden haben. Diese Erfindung soll ihm jedoch nach 1933 erfolgreich von einem SS-Mitglied streitig gemacht worden sein.

### Zeit des Nationalsozialismus
In den Jahren 1934 und 1935 konnte Budzinski bei der Zeitschrift „Illustrierter Radrennsport“ als Chefredakteur arbeiten, die noch in Privateigentum war. Als diese jedoch mit dem Verbandsorgan „Der Deutsche Radfahrer“ fusionierte, wurde ihm erneut wegen seiner jüdischen Ehefrau gekündigt. Carl Diem verschaffte ihm die Stelle als stellvertretender Pressechef bei den Olympischen Spielen 1936 in Berlin. Weil Diem sich auch weiterhin für ihn verwendete, wurde er anschließend Hauptschriftleiter der Zeitung Der Deutsche Radfahrer.

### Nach dem Zweiten Weltkrieg

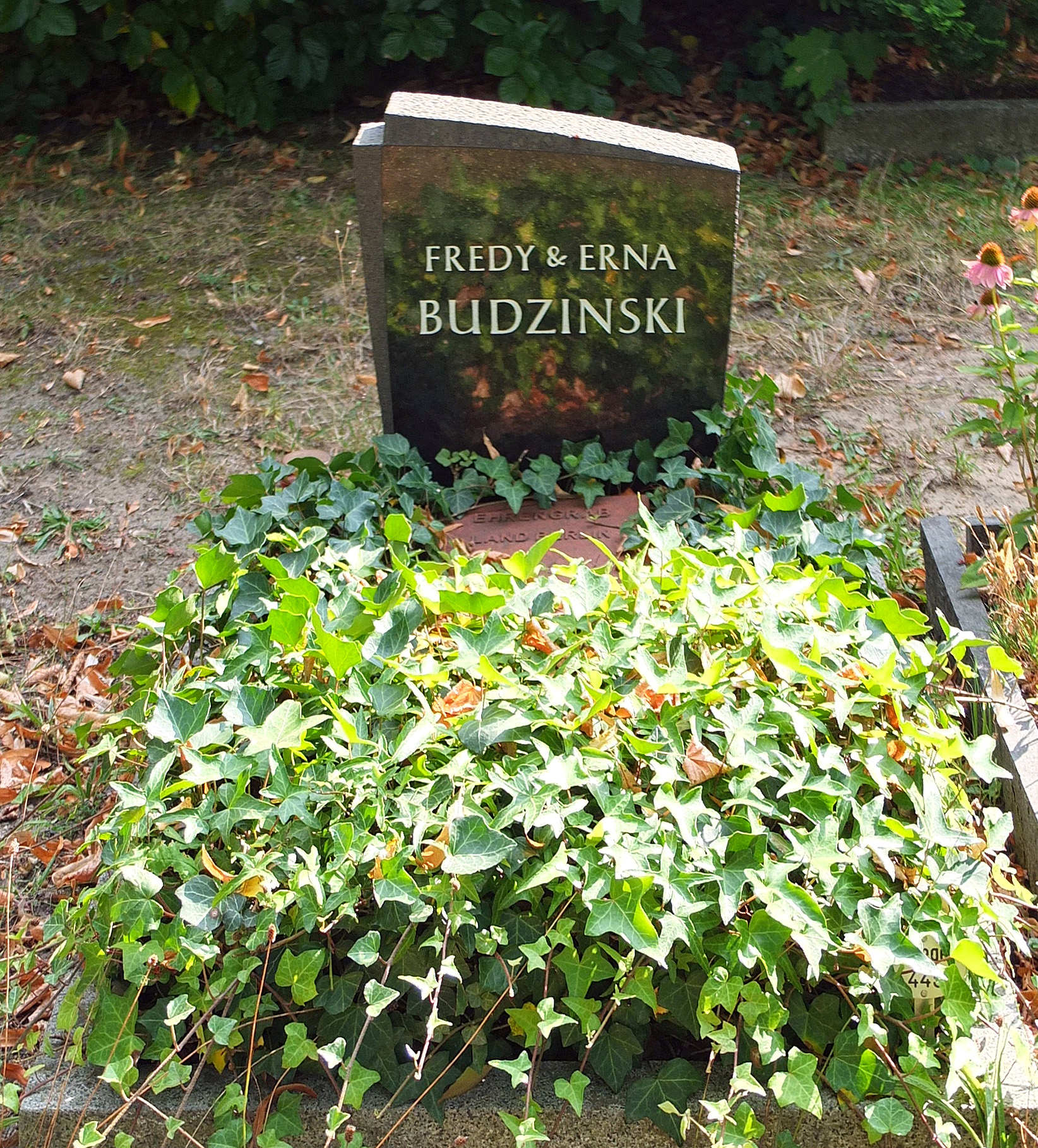
Grab von Fredy und Erna Budzinski auf dem Dreifaltigkeitsfriedhof II

Nach dem Krieg engagierte Budzinski sich im Wiederaufbau des deutschen Radsports und arbeitete bis ins hohe Alter als freier Mitarbeiter für verschiedene Zeitungen. Im Alter von 90 Jahren starb er in seiner Heimatstadt Berlin. Sein Grab befindet sich auf dem Friedhof Dreifaltigkeit II in Berlin-Kreuzberg. Seit 1995 wird es als Ehrengrab des Landes Berlin geführt. Seine Frau Erna starb drei Jahre darauf.
Fredy Budzinski war der Bruder des Berliner Kostümbildners William Budzinski und Vater des Journalisten Klaus Budzinski.

## Leistungen
Zu Lebzeiten wurde Budzinski „Nestor des deutschen Radsports“ genannt. Er war Radrennfahrer, Autor, Funktionär, Erfinder, Lobbyist, Organisator und Sammler. Seine zahlreichen Artikel, Bücher und Statistiken bilden bis heute die Basis dessen, was über den Radrennsport in seinen Anfängen bis in die 1920er Jahre bekannt ist. Er hinterließ eine umfangreiche Sammlung zum Thema Radsport mit Tausenden von Fotos, Dokumenten, Programmen, Zeitungsausschnitten und vielen anderen Erinnerungsstücken, die 1971 von der Zentralbibliothek der Sportwissenschaft der Deutschen Sporthochschule Köln erworben wurde. Sie beinhaltet hauptsächlich Fotos und Dokumente zur Geschichte des Radsports und des Fahrrades von ca. 1890 bis in die 1960er Jahre. Der Schwerpunkt liegt auf dem Bahnradsport von den 1890er bis in die 1920er Jahre.

## Ehrungen
Budzinski wurde zu seinem 80. Geburtstag mit dem Bundesverdienstkreuz geehrt. 

## Werke
Ohne Budzinskis Schriften wären viele Fakten und Details der Radsportgeschichte heute nicht bekannt. Neben seiner journalistischen Tätigkeit als Redakteur verschiedener Zeitschriften verfasste er mehr als 300 Gedichte, 35 Biografien von Radsportlern, stellte über 20 Sportalben der Rad-Welt zusammen und publizierte über zehn weitere Bücher mit Titeln wie 25 Jahre deutscher Radrennsport, Ernstes und Heiteres aus dem Rennfahrerleben oder Wie werde ich Rennfahrer?.